# Valeur actuelle nette
 (juin 2017).
Si vous disposez d'ouvrages ou d'articles de référence ou si vous connaissez des sites web de qualité traitant du thème abordé ici, merci de compléter l'article en donnant les références utiles à sa vérifiabilité et en les liant à la section « Notes et références ».
La valeur actuelle nette (VAN, en anglais : net present value, NPV) est une mesure de la rentabilité d'un investissement calculée comme la somme des flux de trésorerie engendrés par cette opération, chacun étant actualisé de façon à réduire son importance dans cette somme à mesure de son éloignement dans le temps. Si le taux d'actualisation est choisi convenablement, l'investissement sera réputé rentable et donc retenu si et seulement si sa valeur actuelle nette est positive.

## Enjeux de la VAN
La valeur actuelle nette mesure, à partir d'informations comptables, si l'investissement peut réaliser les objectifs attendus des apporteurs de capitaux.
Une VAN positive indique que l'investissement peut être entrepris. Cependant, la VAN reste un outil d'évaluation prévisionnel basé sur des informations restant difficiles à prévoir (surtout l'EBE, bien que les diverses exigences de rentabilité, de plus en plus influentes de nos jours, tendent à poser ce dernier comme une valeur absolue). Il faut être capable de prévoir les ventes et les charges liées au projet. Il faut surtout aussi être capable de prévoir le taux d'actualisation.
Le nom de l'outil d'analyse lié qui concerne toute l'entreprise est CFROI (cash-flow return on investment).

## Calcul de la valeur actuelle nette
La formule la plus générique de la valeur actuelle nette est :
{\displaystyle VAN=\sum \limits _{t=0}^{T}{C{{F}_{t}} \over {{\left(1+k\right)}^{t}}}}
où :
- {\displaystyle t} désigne la période en cours, {\displaystyle t=0} étant le moment de la prise de décision,
- {\displaystyle T} désigne la dernière période, dite horizon,
- {\displaystyle C{{F}_{t}}} est le flux net de trésorerie pour la période {\displaystyle t} : recettes moins dépenses.
- {\displaystyle k} est le taux d'actualisation choisi.

On trouve dans certains ouvrages une formule légèrement modifiée :
{\displaystyle VAN=\sum \limits _{t=1}^{T}{C{{F}_{t}} \over {{\left(1+k\right)}^{t}}}-I}
Cette formule peut sans difficulté être ramenée au cas général en notant {\displaystyle C{{F}_{0}}=-I}. De même, une éventuelle valeur résiduelle, comme des frais de démantèlement, pourrait être notée {\displaystyle C{{F}_{T+1}}}. Et il est préférable de s'en tenir à la formule générale car les investissements ne sont pas nécessairement ponctuels, limités à {\displaystyle t=0}.

La plupart des outils informatiques comme les tableurs ou les progiciels statistiques disposent d'une fonction VAN ou NPV intégrée. Les utilisateurs de Microsoft Excel veilleront à une subtilité de la fonction, qui est définie comme
{\displaystyle VAN=\sum \limits _{t=1}^{T+1}{C{{F}_{t}} \over {{\left(1+k\right)}^{t}}}}. Pour calculer la vraie valeur, il convient de multiplier le résultat obtenu par {\displaystyle \left(1+k\right)}.

### Linéarité
La VAN est une fonction linéaire des cash-flows. On peut donc, sous une hypothèse d'indépendance, calculer la VAN d'un portefeuille de projets. Si A et B sont deux investissements indépendants, c'est-à-dire si les flux de trésorerie de l'un ne dépendent pas de la réalisation ou non de l'autre, alors on a :
{\displaystyle VA{{N}_{A,B}}=VA{{N}_{A}}+VA{{N}_{B}}}

### Exemple
Dans l'exemple suivant nous allons utiliser la formule générale, {\displaystyle VAN=\sum \limits _{t=0}^{T}{C{{F}_{t}} \over {{\left(1+k\right)}^{t}}}}, en montrant l'effet de l'actualisation sur les flux. L'investissement envisagé a les caractéristiques suivantes :
- investissement ponctuel de 100 000, en {\displaystyle t=0},
- horizon de 6 ans, {\displaystyle T=6},
- pour chaque période, des encaissements de 30 000 et des décaissements de 5 000, soit un flux net de 25 000,
- un taux d'actualisation de {\displaystyle k=10\%}.

Pour chaque ligne {\displaystyle t}, on calcule le flux de trésorerie actualisé et la somme partielle des flux actualisés limitée à {\displaystyle \left\{0\cdots t\right\}}. On voit alors d'une part l'effet de plus en plus réduit des flux dans le temps ainsi que le moment où la rentabilité est enfin atteinte.
| Période             | Flux de trésorerie                                 | Flux de trésorerie | VAN      |
| ------------------- | -------------------------------------------------- | ------------------ | -------- |
| {\displaystyle t=0} | {\displaystyle {\frac {-100000}{(1+0.10)^{0}}}}    | - 100 000          | -100 000 |
| {\displaystyle t=1} | {\displaystyle {\frac {30000-5000}{(1+0.10)^{1}}}} | 22 727             | -77 273  |
| {\displaystyle t=2} | {\displaystyle {\frac {30000-5000}{(1+0.10)^{2}}}} | 20 661             | -56 612  |
| {\displaystyle t=3} | {\displaystyle {\frac {30000-5000}{(1+0.10)^{3}}}} | 18 783             | -37 829  |
| {\displaystyle t=4} | {\displaystyle {\frac {30000-5000}{(1+0.10)^{4}}}} | 17 075             | -20 754  |
| {\displaystyle t=5} | {\displaystyle {\frac {30000-5000}{(1+0.10)^{5}}}} | 15 523             | -5 231   |
| {\displaystyle t=6} | {\displaystyle {\frac {30000-5000}{(1+0.10)^{6}}}} | 14 112             | 8 881    |

On notera qu'il s'agit ici d'un cas trivial et on trouvera dans tout bon ouvrage de finance d'entreprise des cas notablement plus complexes.

## Taux de rentabilité interne (TRI)
Le taux de rentabilité interne est le taux d'actualisation qui annule la valeur actuelle nette d'un projet d'investissement. En le comparant au taux minimum exigé par les apporteurs de capitaux, en général égal au coût moyen pondéré du capital, il est souvent possible de conclure sur la rentabilité d'un projet : dans les cas triviaux, la VAN sera positive si le TRI est supérieur au taux d'actualisation. Mais il existe de nombreuses exceptions à cette règle.
De plus, le TRI n'est pas une fonction linéaire des flux de trésorerie et ne peut donc être utilisé pour évaluer des portefeuilles de projets.

## Délai de récupération du capital investi
Le délai de récupération du capital investi  (aussi appelé point mort ou break even en anglais) est le nombre d'années, mois jusqu'à ce que le cumul des flux de trésorerie actualisé atteigne le capital investi.
Il peut être calculé comme suit :
d = (Investissement - Cu inf)/[(Cu Sup - Cu inf) + Annuité Cu inf]
d: Délai de récupération du capital investi
Cu inf: Dernier cumul négatif des flux de trésorerie actualisés
Cu Sup: Premier cumul positif des flux de trésorerie actualisés
Un délai court est un critère pour un investissement intéressant car cela facilite notamment les prévisions, ainsi que la stabilité de l'entreprise.